# Marussia F1 Team
Marussia F1 Team was een Russisch Formule 1-team dat actief was van 2012 tot 2015. Marussia nam het Britse Virgin Racing-Formule 1-team in 2012 volledig over. Vanaf het seizoen 2016 ging het team verder als Manor F1 Team.

## Geschiedenis
Eind 2011 werd besloten het Formule 1-team van Virgin om te dopen tot Marussia, dit nadat Marussia in 2011 titelsponsor en mede-eigenaar van het team was.

## 2012
Timo Glock en Charles Pic waren de coureurs van het team. Glock reed in 2010 en 2011 al voor het team dat destijds nog Virgin heette. Pic kwam in 2011 over naar Marussia vanuit in de GP2-serie.

## 2013
Op 18 december 2012 werd bekendgemaakt dat Max Chilton in 2013 voor Marussia zou komen te rijden en op 21 januari 2013 werd bekendgemaakt dat Timo Glock de Formule 1 zou verruilen voor de DTM. Initieel had Marussia daarom Luiz Razia aangetrokken om voor het team te rijden, maar doordat er problemen waren met zijn sponsors werd hij nog voor het seizoen begon vervangen door Jules Bianchi, die uit het jongerenprogramma van Ferrari kwam.
Het team behaalde dat jaar voor de eerste keer de tiende plaats in het constructeurkampioenschap. Jules Bianchi kreeg voor zijn prestaties de prijs van nieuweling van het jaar van het Formule 1-magazine Autosport.

## 2014
Op 16 juli 2013 maakte het team bekend om in 2014 over te stappen van Cosworth-motoren naar motoren van Ferrari, omdat Cosworth geen V6 Turbo zou produceren. Jules Bianchi en Max Chilton opnieuw de vaste coureurs. Tijdens de Grand Prix van Monaco behaalde Marussia haar eerste punten sinds hun ontstaan met een 9de plaats van Bianchi. Diezelfde Bianchi crashte tijdens de Grand Prix van Japan 2014 tegen de takelwagen die de gestrande auto van Sauber-coureur Adrian Sutil wegtakelde. Bianchi raakte bij het ongeluk zwaargewond en overleed na een maandenlange strijd in juli 2015 aan zijn verwondingen. Na de Grand Prix van Rusland, waar het team enkel met Max Chilton reed uit respect voor Bianchi, kwam naar buiten dat het financieel niet goed ging met het team en al snel werd bekend dat het team onder curatele gezet werd. Marussia zou dat seizoen niet meer aan de start van een Grand Prix verschijnen.
Op 5 november 2014 werd de voorlopige startlijst van het Formule 1-seizoen 2015 gepubliceerd, waar Marussia op stond onder de naam Manor F1 Team. Op 7 november maakte de curator van het team echter bekend dat het team zijn deuren zou sluiten en alle 200 werknemers zou ontslaan. Het was de curator niet gelukt om in de korte periode een nieuwe eigenaar te vinden voor het team. De resten zouden worden verkocht op last van deurwaarders.

## 2015
Aan het begin van 2015 bleek er toch een investeerder te zijn gevonden voor de inboedel van Marussia. De naam van het team werd aangepast naar Manor Marussia F1 Team met Will Stevens en Roberto Merhi als coureurs.

## Resultaten
| Resultaat                       |
| ------------------------------- |
| Winnaar                         |
| Tweede plaats                   |
| Derde plaats                    |
| Gefinisht (punten behaald)      |
| Gefinisht (geen punten behaald) |
| Niet geklasseerd (NC)           |
| Uitgevallen (DNF)               |
| Niet gekwalificeerd (DNQ)       |
| Gediskwalificeerd (DSQ)         |
| Niet gestart (DNS)              |
| Gewond (INJ)                    |
| Uitgesloten (EX)                |
| Teruggetrokken (WD)             |
| Niet deelgenomen (blanco cel)   |
| P Pole position                 |
| S Snelste ronde                 |

| Jaar | Chassis | Motor                 | Banden | Coureurs      | 1   | 2   | 3   | 4   | 5   | 6   | 7   | 8   | 9   | 10  | 11  | 12  | 13  | 14  | 15  | 16  | 17  | 18  | 19  | 20  | Punten | WK-plaats |
| ---- | ------- | --------------------- | ------ | ------------- | --- | --- | --- | --- | --- | --- | --- | --- | --- | --- | --- | --- | --- | --- | --- | --- | --- | --- | --- | --- | ------ | --------- |
| 2012 | MR01    | Cosworth CA2012 V8    | P      |               | AUS | MAL | CHN | BHR | ESP | MON | CAN | EUR | GBR | GER | HUN | BEL | ITA | SIN | JPN | KOR | IND | ABU | USA | BRA | 0      | 11e       |
| 2012 | MR01    | Cosworth CA2012 V8    | P      | Timo Glock    | 14  | 17  | 19  | 19  | 18  | 14  | DNF | DNS | 18  | 22  | 21  | 15  | 17  | 12  | 16  | 18  | 20  | 14  | 19  | 16  | 0      | 11e       |
| 2012 | MR01    | Cosworth CA2012 V8    | P      | Charles Pic   | 15† | 20  | 20  | DNF | DNF | DNF | 20  | 15  | 19  | 20  | 20  | 16  | 16  | 16  | DNF | 19  | 19  | DNF | 20  | 12  | 0      | 11e       |
| 2013 | MR02    | Cosworth CA2013K V8   | P      |               | AUS | MAL | CHN | BHR | ESP | MON | CAN | GBR | GER | HUN | BEL | ITA | SIN | KOR | JPN | IND | ABU | USA | BRA |     | 0      | 10e       |
| 2013 | MR02    | Cosworth CA2013K V8   | P      | Jules Bianchi | 15  | 13  | 15  | 19  | 18  | DNF | 17  | 16  | DNF | 16  | 18  | 19  | 18  | 16  | DNF | 18  | 20  | 18  | 17  |     | 0      | 10e       |
| 2013 | MR02    | Cosworth CA2013K V8   | P      | Max Chilton   | 17  | 16  | 17  | 20  | 19  | 14  | 19  | 17  | 19  | 17  | 19  | 20  | 17  | 17  | 19  | 17  | 21  | 21  | 19  |     | 0      | 10e       |
| 2014 | MR03    | Ferrari Type 059/3 V6 | P      |               | AUS | MAL | BHR | CHN | ESP | MON | CAN | OOS | GBR | GER | HUN | BEL | ITA | SIN | JPN | RUS | USA | BRA | ABU |     | 2      | 9e        |
| 2014 | MR03    | Ferrari Type 059/3 V6 | P      | Jules Bianchi | NC  | DNF | 16  | 17  | 18  | 9   | DNF | 15  | 14  | 15  | 15  | 18† | 18  | 16  | 20† |     |     |     |     |     | 2      | 9e        |
| 2014 | MR03    | Ferrari Type 059/3 V6 | P      | Max Chilton   | 14  | 15  | 13  | 19  | 19  | 14  | DNF | 17  | 16  | 17  | 16  | 16  | DNF | 17  | 18  | DNF |     |     |     |     | 2      | 9e        |
| Jaar | Chassis | Motor                 | Banden | Coureurs      | 1   | 2   | 3   | 4   | 5   | 6   | 7   | 8   | 9   | 10  | 11  | 12  | 13  | 14  | 15  | 16  | 17  | 18  | 19  | 20  | Punten | WK-plaats |

† Coureur is niet gefinisht maar wel geklasseerd omdat hij meer dan 90% van de raceafstand heeft afgelegd.
1950 · 1951 · 1952 · 1953 · 1954 · 1955 · 1956 · 1957 · 1958 · 1959 · 1960 · 1961 · 1962 · 1963 · 1964 · 1965 · 1966 · 1967 · 1968 · 1969 · 1970 · 1971 · 1972 · 1973 · 1974 · 1975 · 1976 · 1977 · 1978 · 1979 · 1980 · 1981 · 1982 · 1983 · 1984 · 1985 · 1986 · 1987 · 1988 · 1989 · 1990 · 1991 · 1992 · 1993 · 1994 · 1995 · 1996 · 1997 · 1998 · 1999 · 2000 · 2001 · 2002 · 2003 · 2004 · 2005 · 2006 · 2007 · 2008 · 2009 · 2010 · 2011 · 2012 · 2013 · 2014 · 2015 · 2016 · 2017 · 2018 · 2019 · 2020 · 2021 · 2022 · 2023 · 2024 · 2025 · 2026 
 Lijst van Formule 1 Grand Prix-wedstrijden